# Ropica fuscoplagiata
Ropica fuscoplagiata là một loài bọ cánh cứng trong họ Cerambycidae.